# Insula locuită
Insula locuită (Обитаемый остров) este un roman științifico-fantastic din 1969 de Arkadi și Boris Strugațki. Face parte din seria Universul Amiază.
Romanele Insula locuită, Scarabeul în mușuroi și Valurile liniștesc vântul formează Trilogia Progresorilor sau Maxim Kammerer. Este singura lucrare dintre toate cele trei în care narațiunea este descrisă la persoana a treia. Lucrarea a fost tradusă în 13 limbi.
A fost ecranizat în 2008 de Fiodor Bondarciuk.

## Prezentare
Romanul are loc în viitor. Un explorator spațial, un tânăr pământean Maxim Kammerer, se prăbușește în timp ce încerca să aterizeze pe o planetă necunoscută (Saraksh). Maxim este nevătămat, dar nava sa explodează la scurt timp după aterizare (se dovedește mai târziu că a fost distrusă de către locuitorii planetei ca parte a unui program de curățare a teritoriului de dispozitive și mecanisme periculoase),  astfel fiind incapabil să se ducă înapoi pe Pământ. Maxim se află în pădure, iar atmosfera este potrivită pentru respirație.
După un timp, Maxim întâlnește mai mulți aborigeni (inclusiv pe Zef), care îl duc într-un lagăr, unde Maxim este interogat. Din cauză că nu au primit răspunsuri la întrebări și nu le-a înțeles limba, Maxim este trimis, însoțit de Gardian, la o anumită instituție în care, după cum crede Maxim, este studiat pentru a stabili contact (mult mai târziu Maxim înțelege că acesta era un studio de televiziune creat de nativi pe baza amintirilor sale).

## Legături externe
- en  Istoria publicării lucrării Insula locuită la Internet Speculative Fiction Database

## Vezi și
- 1969 în științifico-fantastic